# میر احمد اول
امیر احمدخان ثالث کمبرانی که با عنوان احمدخان کبیر شناخته می‌شود؛ امیر و حاکم بلوچستان از خاندان خانات کلات و از طایفه براهوئی بود که پس از تأسیس دولت خانات کلات به مرکزیت کلات بر مملکت بلوچستان فرمان راند. وی از خاندان خانات کلات بود که در سال ۱۶۶۶ پس از وفات پدرش امیرالتازخان دوم کمبرانی به عنوان جانشین وی و حاکم جدید مملکت بلوچستان بر تخت سلطنت نشست. او با شکست مغولهای گورکانی توانست قسمت اعظمی از بلوچستان را تحت کنترل خود و با تأسیس دولت خانات کلات از امپراتوری گورکانی اعلام استقلال کند. در نتیجه میر احمدخان پس از استقلال توانست تا سال ۱۶۹۵ میلادی به عنوان حاکم بر مملکت بلوچستان حکومت کند. پس از او خاندانش توانستند دیگر نقاط بلوچستان را فتح و در عهد میر نصیر خان در سال ۱۷۶۰ مناطق تحت کنترل به بیشترین حد خود رسید.

## وفات و جانشینی
وی پس از سی و یک سال حکومت در پهنه بزرگی از کشور بلوچستان به پایتختی شهر کلات در سال ۱۶۹۵ میلادی وفات نمود و وی را در قبرستان خوانین قلات (متعلق به قبیله کمبرانی و میروانی) دفن نمودند؛ جانشین وی تنها پسرش به نام امیر مهراب خان اول بود که وی حکومت چندان دراز مدتی نداشت و پس از دو سال حکومت به قتل رسید.

## تغییر نام خانوادگی سلطنتی
امیر احمد خان کبیر عموماً به دلیل حرکت‌های تغییراتی در سلسله خانات کلات مشهور است و حاکمان قبل از او با عنوان سلطنتی «کمبرانی (قنبرانی)» شناخته می‌شدند اما با روی کار آمدناحمد خان سوم او نام خانوادگی سلطنتی را از «کمبرانی» به «احمدزائی» یا «احمدزهی» تغییر داد و این سر آغاز دوره جدیدی از حکام بلوچ در سلطنت کلات بود، به طوری که حاکمان و جانشینان وی را به نام احمدزهی می‌نامیدند.